# Perxe de Cal Cavaller
Perxe de Cal Cavaller és una obra d'Ascó (Ribera d'Ebre) inclosa a l'Inventari del Patrimoni Arquitectònic de Catalunya. Està situat sota la Casa de Cal Cavaller, donava sortida a la vila en direcció a Móra. Els perxes són trams de carrer coberts mitjançant embigats amb arcades de pedra que es van formar al créixer les cases damunt dels carrers.

## Descripció
El perxe s'obre en un extrem de la façana, alineat amb el portal principal. Per la banda de la plaça es troba obert amb una gran portalada d'arc rebaixat de ceràmica col·locada a plec de llibre, amb els brancals de pedra acarada. L'altra banda ha estat reformada modernament amb maó i formigó. En aquesta mateixa reforma s'ha substituït la totalitat de l'embigat original per un sostre de formigó. Els murs són fets de carreus escairats de mitjanes dimensions, constant d'una porta a cada costat -que donen accés a l'antic corral i al celler- i d'una espitllera.

## Història
Està situat sota la Casa de Cal Cavaller, antiga casa àrab d'Ali Abimaçit donada per Ramon Berenguer IV a Guillem de Sadaó. Aquesta porta tancava la part cristiana corresponent al noble cavaller de Salvador de la part exterior de la Vila, mentre la porta que dona al carrer de Baix -per damunt de l'esmentada casa pairal- separava els seus dominis dels dels moriscs. Una tercera porta, amb accés des de la plaça de Cal Cavaller per una llarga escala de pedra, que també dona al carrer de Baix, facilitava l'andana directa a l'església per la Placeta.